# Lina Rabea Mohr
Lina Rabea Mohr (Berlino, 5 novembre 1985) è un'attrice e doppiatrice tedesca, attiva principalmente in campo televisivo.
In attività sin dall'età di 13 anni, complessivamente - tra cinema e televisione - ha partecipato a circa una ventina di differenti produzioni. Tra i suoi ruoli più noti, figurano quello di Kirsten Vollmer nella serie televisiva 5 stelle (5 Sterne), 2005-2006) e soprattutto quello di Charlotte "Charlie" Vermont nella soap opera Julia - La strada per la felicità (Julia - Wege zum Glück, 2006-2007).

## Filmografia

### Cinema
- Nachtschwimmen - cortometraggio, regia di Markus Engel (2002)
- Rosamond - cortometraggio, regia di Jana Marsik (2004) - ruolo: Rosa
- Lost in Romania, regia di Michael Comtesse (2005)
- Die rote Kapelle - cortometraggio, regia di Andy Bittner e Alexander Böhle  (2009) - Nicole Klein
- Unkraut im Paradies,  regia di Bartosz Werner  (2010) - Lydia

### Televisione
- Dr. Sommerfeld - Neues vom Bülowbogen - serie TV (1998)
- Mörderinnen - film TV (2001)
- Stefanie - serie TV, 1 episodio (2002) - ruolo: Simone Weiß
- Aus lauter Liebe zu Dir - film TV (2002) - Lucy
- Balko - serie TV, 1 episodio (2004) - Jessica Benning
- Circle of Life (Familie Dr. Kleist) - serie TV, 1 episodio (2004) - Nicole
- Lady Cop (Die Kommissarin) - serie TV, 1 episodio (2004)
- Die Patriarchin - miniserie TV, 1 episodio (2004)
- In aller Freundschaft - serie TV, 1 episodio (2004) - Nicole Beyer
- Plötzlich berühmt - film TV (2005) -  Nadine Geschge
- SOKO Wismar - serie TV, 1 episodio (2005) - Josie Plötz
- Un caso per due (Ein Fall für zwei) - serie TV, 1 episodio (2005) - Jelena Sibitzki
- Guardia costiera (Küstenwache) - serie TV, 1 episodio (2005) - Svenja
- 5 stelle (5 Sterne) - serie TV, 5 episodi (2005-2006) - Kirsten Vollmer
- Julia - La strada per la felicità - soap opera, 274 episodi (2006-2007) - Charlotte "Charlie" Vermont
- Guardia costiera - serie TV, 1 episodio (2008) - Eva Bremer
- Il nostro amico Charly (Unser Charly) - serie TV, 1 episodio (2008) - Laura Merz
- La nostra amica Robbie (Hallo Robbie!) - serie TV, 1 episodio (2009) - Claudia Keller
- In aller Freundschaft - serie TV, 2 episodi (2009) - Franziska Tabus

## Teatro
- Warte bis es dunkel ist (1999)

## Doppiatrici italiane
Lina Rabea Mohr è stata doppiata da:
- Maia Orienti in 5 stelle[3]
- Francesca Manicone in Julia - La strada per la felicità[4][5]